# Kappel Sogn
Kappel Sogn 
ist eine Kirchspielsgemeinde (dän.: Sogn)
auf der Insel Lolland im südlichen Dänemark.
Bis 1970 gehörte sie zur Harde Lollands Sønder Herred im damaligen Maribo Amt, danach zur Rudbjerg Kommune im Storstrøms Amt, die im Zuge der  Kommunalreform zum 1. Januar 2007 in der Lolland Kommune in der Region Sjælland aufgegangen ist. Am 1. Oktober 2010 wurde der ehemalige Kirchenbezirk Langø Kirkedistrikt im Kappel Sogn mit der Abschaffung der dänischen Kirchenbezirke ein selbständiges Sogn Langø Sogn.
Im Kirchspiel leben 236 Einwohner (Stand: 1. Januar 2023).
Im Kirchspiel liegt die Kirche „Kappel Kirke“.
Nachbargemeinden sind im Norden Langø Sogn und im Osten Vestenskov Sogn.